# Ölrún
Ölrún apparaît dans le poème Völundarkviða comme une valkyrie, fille du roi Kiárr de Valland et épouse de l'archer Egill. 

## Étymologie
Ölrún renvoie aux runes, et donc au savoir magique d'Odin. Quant au terme Öl, il fait certainement référence à la bière servie au Valhala. « Secret de la bière » est donc une possible traduction d'Ölrún en vieux Norrois.
En gaélo-celtique, Ölrun peut se traduire par petite rigole.

## Völundarkviða
Poème en vieux norrois :
« Bræðr váru þrír, synir Finnakonungs. Hét einn Slagfiðr, annarr Egill, þriði Völundr. Þeir skriðu ok veiddu dýr. Þeir kómu í Úlfdali ok gerðu sér þar hús. Þar er vatn, er heitir Úlfsjár. Snemma of morgin fundu þeir á vatnsströndu konur þrjár, ok spunnu lín. Þar váru hjá þeim álftarhamir þeira. Þat váru valkyrjur. Þar váru tvær dætr Hlöðvés konungs, Hlaðguðr svanhvít ok Hervör alvitr, in þriðja var Ölrún Kjársdóttir af Vallandi. Þeir höfðu þær heim til skála með sér. Fekk Egill Ölrúnar, en Slagfiðr Svanhvítrar, en Völundr Alvitrar. Þau bjuggu sjau vetr. Þá flugu þær at vitja víga ok kómu eigi aftr. Þá skreið Egill at leita Ölrúnar, en Slagfiðr leitaði Svanhvítrar, en Völundr sat í Úlfdölum. »
Traduction :

« Ils étaient trois frères, fils du Roi des Finnar : le premier s'appelait Slagfith, le deuxième, Egill et le troisième, Völund. Ils partaient souvent chasser le gibier, chaussés de leurs raquettes. Un jour, ils arrivèrent à Úlfalar (« Vallées-aux-Loups ») et, c'est ici, au bord du lac qu'on surnomme Úlfsiár (« Lac-aux-Loups »), qu'ils se construisirent une cabane.
Tôt, un matin, ils surprirent trois femmes filant la laine sur la rive. Gisant à côté, leurs enveloppes de cygnes; elles étaient donc des Valkyries. Deux d'entre elles étaient les filles du Roi Hlothver, Hlathguth la Blanche-Cygne et Hervor la Toute-Sage, et la troisième se nommait Ölrún, fille de Kiárr de Valland.  
Les trois frères les emmenèrent avec eux.
Egill pris Ölrún, Slagfith, Hlathguth et Völund, Hervor. Là ils demeurèrent sept hivers. Mais un jour, elles s’envolèrent pour retourner aux combats et jamais ne revinrent.
Alors Egill chaussa ses raquettes pour poursuivre Ölrún et Slagfith l’imita bientôt pour retrouver Blanche-Cygne, seul Völund resta à Úlfalar. »